# Rivière Lairet
Pour les articles homonymes, voir Lairet (homonymie).
La rivière Lairet est un affluent de la rivière Saint-Charles, traversant la ville de Québec, dans la région administrative de la Capitale-Nationale, dans la province de Québec, au Canada. Longue de plus de deux kilomètres, elle prenait sa source dans les environs de Charlesbourg et coulait en méandres dans Limoilou. Elle est canalisée complètement depuis les années 1960, à l'exception d'un segment réaménagé en 2008. 

## Géographie
Dernier affluent de la rivière Saint-Charles avant que celle-ci se jette dans le fleuve Saint-Laurent, la rivière Lairet était autrefois longue de plusieurs dizaines de kilomètres. Elle prenait originellement sa source au nord de la seigneurie Saint-Ignace, à l'ouest du trait-carré de Charlesbourg. Elle se dirigeait ensuite en direction sud-est vers Limoilou où elle s'élargissait et était constituée de petits méandres.

## Histoire

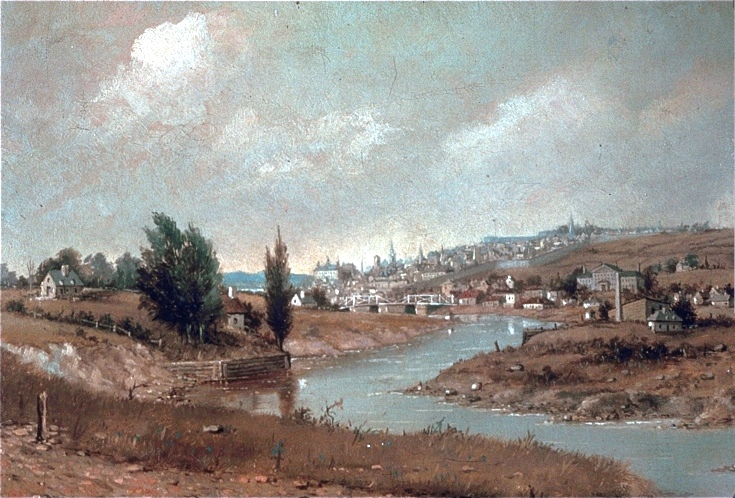
La rivière en 1886.

Le 14 septembre 1535, la rivière est aperçue pour la première fois par l'explorateur français Jacques Cartier. C'est à la confluence de la rivière Lairet et de la rivière Saint-Charles, près du village iroquoien de Stadaconé, que Cartier et son équipage hiverne.

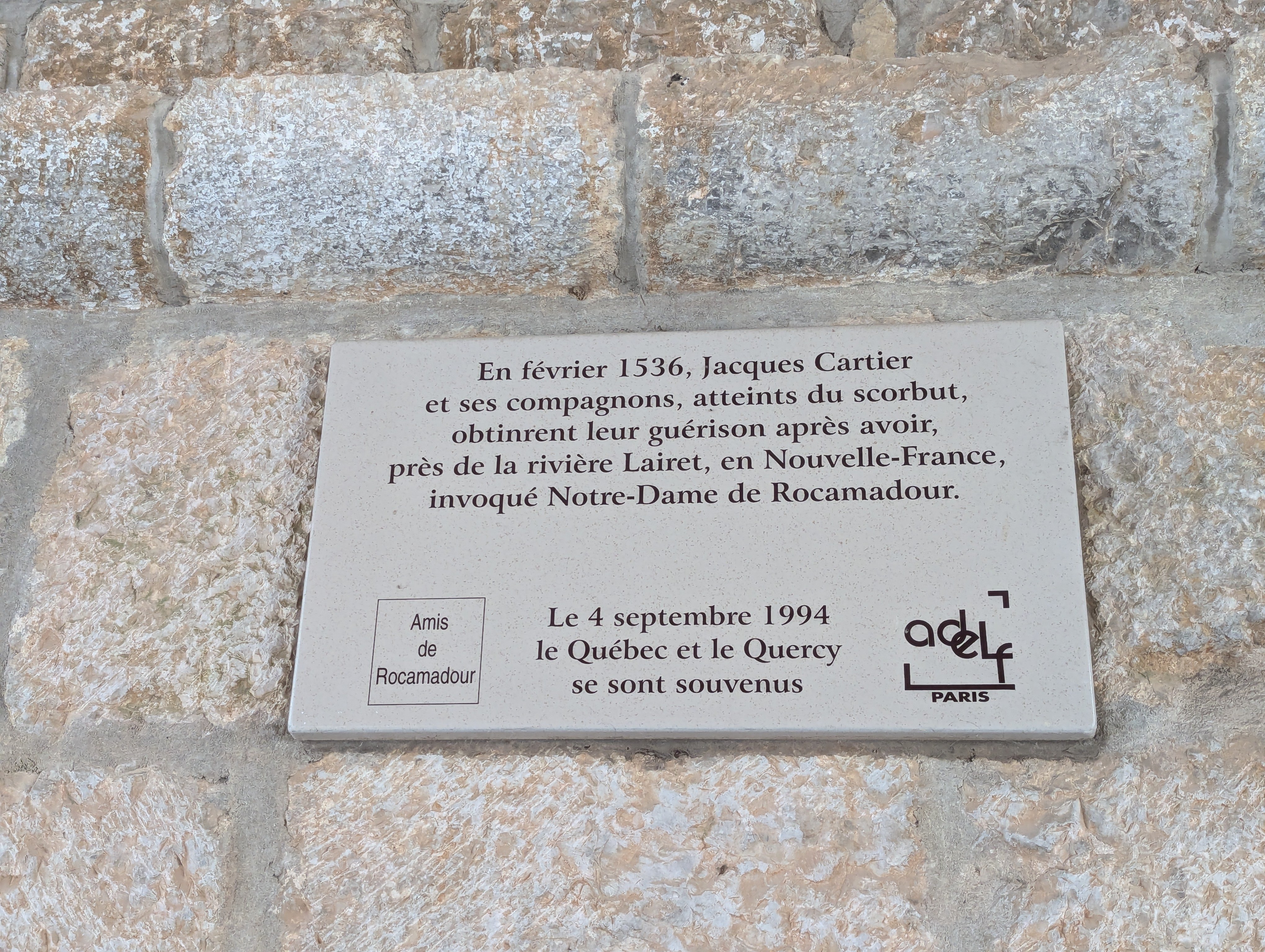
Plaque accrochée au sanctuaire de Rocamadour (France).

L'industrialisation de Limoilou fait apparaître plusieurs industries et institutions près de la rivière Lairet dans la première moitié du XXe siècle. Dans ce segment urbanisé, la rivière devient progressivement un égout à ciel ouvert. De plus, le cours sinueux est un obstacle dans la construction de rues en quadrillage. La canalisation est demandée par différents propriétaires. Le 15 mars 1960, le député de Québec-Est, Armand Maltais, annonce le début des travaux de canalisation de la rivière. Ces travaux se dérouleront en trois phases (1960, 1965 et 1967). Finalement, la rivière est canalisée jusqu'à son embouchure avec la rivière Saint-Charles en passant sous le lieu historique national Cartier-Brébeuf. Ces travaux s’intègrent alors au bétonnage des berges de la rivière Saint-Charles qui sont complétés dans les années 1970.

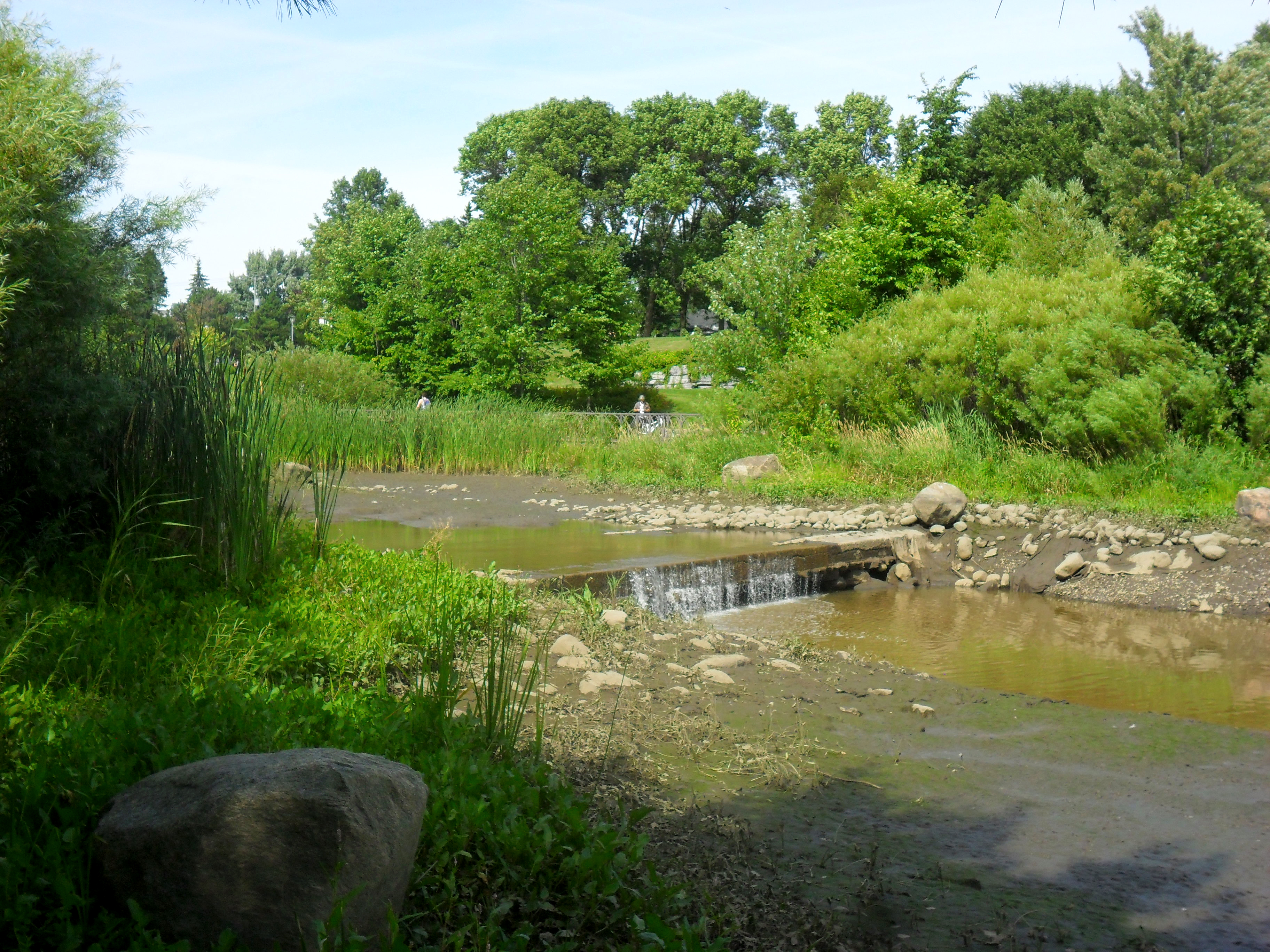
La rivière en 2016.

Des parties de la canalisation s'affaissent dans les années 2000 dans le parc Cartier-Brébeuf. Au cours de ces mêmes années, la ville de Québec entreprend la démolition des murets de béton de la rivière Saint-Charles ainsi que la renaturalisation des berges. En parallèle de ces travaux, la canalisation de la rivière Lairet est retirée sur une longueur d'environ 300 mètres, à sa confluence avec la rivière Saint-Charles. Cependant, la majorité du parcours de la rivière s'effectue toujours sous terre. L'hôpital Saint-François d'Assise, construit originellement sur les berges de la rivière, est de nos jours aux prises avec des infiltrations d'eau.

## Hommages
Le quartier Lairet a été nommé en son honneur, en 1988 ainsi que le Parc Lairet, en 1991, dans la ville de Québec.

## Galerie

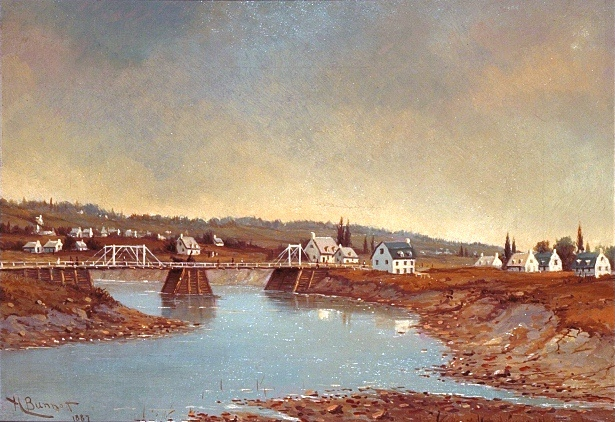
Bunnett, 1887
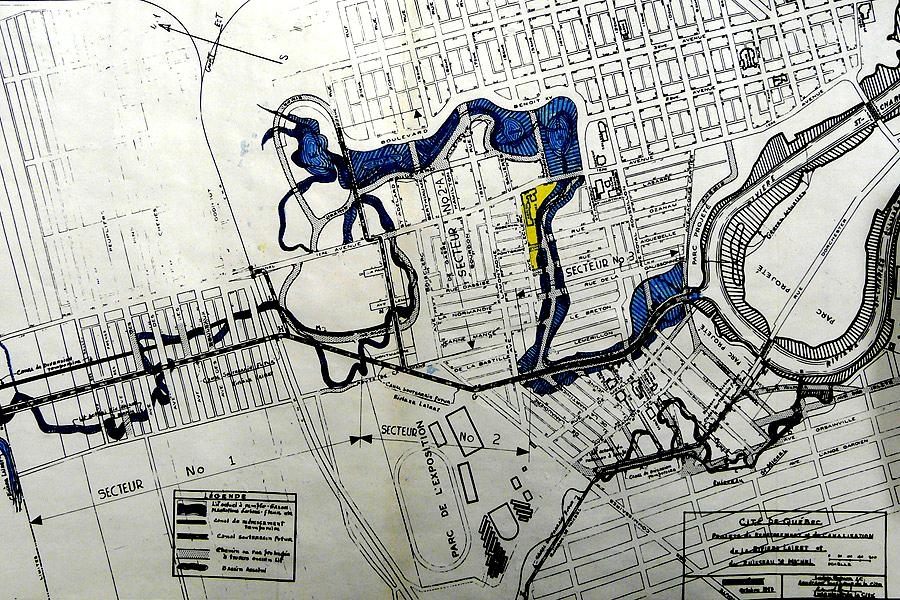
Projet de canalisation de la Lairet, 1943
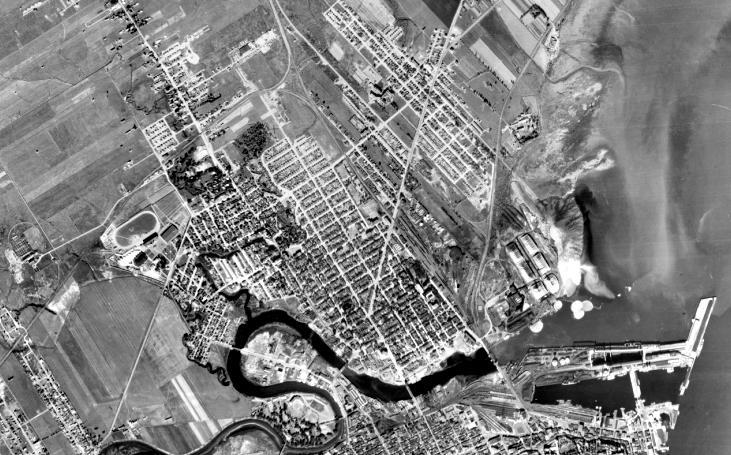
Limoilou du haut des airs, 1948